# Kanton Clairvaux-les-Lacs
Kanton Clairvaux-les-Lacs (francouzsky Canton de Clairvaux-les-Lacs) je francouzský kanton v departementu Jura v regionu Franche-Comté. Tvoří ho 24 obcí.

## Obce kantonu
- Barésia-sur-l'Ain
- Boissia
- Charcier
- Charézier
- Chevrotaine
- Clairvaux-les-Lacs
- Cogna
- Doucier
- Fontenu
- La Frasnée
- Le Frasnois
- Hautecour
- Largillay-Marsonnay
- Marigny
- Menétrux-en-Joux
- Mesnois
- Patornay
- Pont-de-Poitte
- Saffloz
- Songeson
- Soucia
- Thoiria
- Uxelles
- Vertamboz